# Passerelle Fournier
La passerelle Fournier est un ouvrage d'art de construction métallique permettant depuis 1891 aux piétons et aux cycles de relier les quartiers Sanitas et Velpeau à Tours en franchissant le faisceau de voies ferroviaires juste au sud de la gare de Tours.

## La première passerelle Fournier

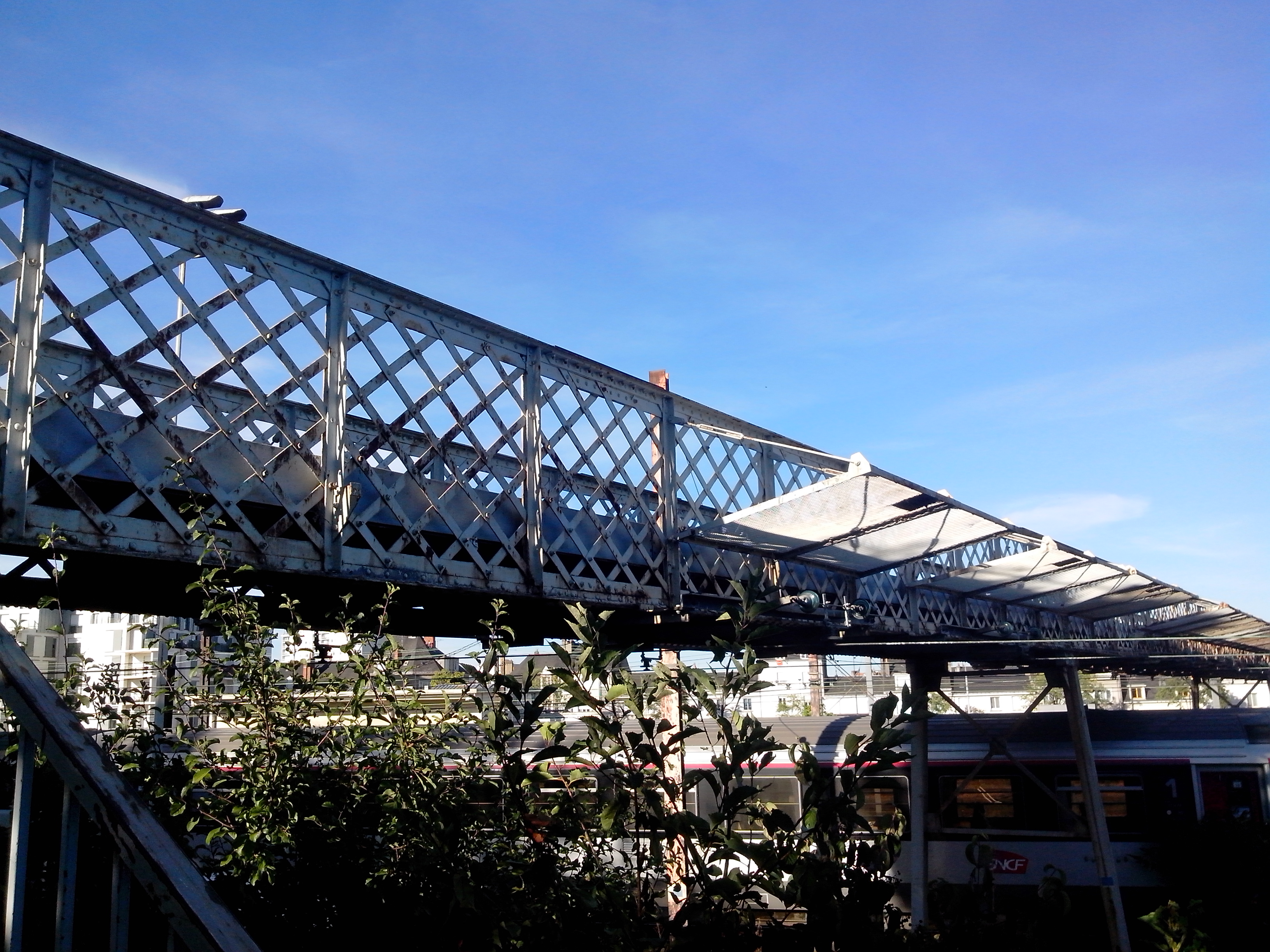
La première passerelle Fournier en septembre 2013.

La passerelle du Docteur-Fournier, longue de 330 mètres, est inaugurée le 14 juin 1891 par le ministre Yves Guyot. Elle est nommée ainsi en référence au maire de Tours de l'époque qui l'a mise en place en réponse à la volonté des habitants qui la réclamaient depuis 1865 pour relier les quartiers qui ont été séparés par l'arrivée du réseau ferré.
Elle est partiellement démolie par  des bombardements en 1944 puis remise en service le 21 février 1954 mais avec une longueur réduite de moitié, soit 143 mètres.
L'ancienne passerelle reste utilisable durant les travaux de construction du nouvel ouvrage afin de conserver la liaison entre les quartiers puis est définitivement démantelée après la mise en service de la nouvelle passerelle. Les opérations de démantèlement sont réalisées par l'entreprise ADS-STPL (groupe Imhotep) qui intervient pendant six nuits consécutives lorsque les trains ne circulent pas, à raison de 4 h de travail par nuit. L'ouvrage est évacué morceaux par morceaux en utilisant une grue de 500 tonnes de capacité.

## La nouvelle passerelle Fournier
La vétusté de l'ouvrage original devenu couteux à entretenir ainsi que les difficultés d'accès pour les cycles et les personnes à mobilité réduite a conduit la municipalité à envisager la construction d'un nouvel ouvrage dès 2005.
En 2013, la communauté d'agglomération Tour(s)Plus lance un concours sous la forme d'une conception/réalisation d'un double projet portant l'un sur la réhabilitation de l'ancienne passerelle, l'autre sur la construction d'un nouvel ouvrage. Le concours est remporté par le projet du groupement porté par GTM Normandie Centre comprenant l'atelier d'architecture B+M (Grégoire Bignier et Sébastien Mémet), le bureau d'ingénierie Elioth (Egis), le constructeur métallique Viry et l'entreprise de réhabilitation d'ouvrages d'art ADS-STPL.
La nouvelle passerelle est installée à 20 mètres de l’ancienne. Elle se compose de deux travées identiques de type bow-string de 57 mètres de portée reposant sur un appui central. L'accès principal de l'ouvrage est assuré par de larges escaliers situés aux extrémités ; du côté Sanitas, un accès est aussi possible par une rampe droite pour personnes handicapées tandis que du côté de la rue Édouard-Vaillant se trouve une rampe hélicoïdale pour ces mêmes personnes.
Les travaux de reconstruction à proprement parler débutent en janvier 2016 par la réalisation des appuis tandis que l'entreprise Viry fabrique la structure acier de la passerelle dans son atelier d'Éloyes, dans les Vosges, puis l'assemble le long des voies ferrées. Le premier tronçon, situé du côté de la rue Édouard-Vaillant, est mis en place dans la nuit du 14 au 15 septembre 2016 avec une grue automotrice de forte capacité ; le second tronçon, du côté Sanitas, est mis en place dans la nuit du 18 au 19 septembre 2016. La construction des rampes d'accès pour personnes handicapées débute après la mise en place de la passerelle.